# GNOME Builder
GNOME Builder es un entorno de desarrollo integrado de propósito general, diseñado principalmente para ayudar a escribir aplicaciones basadas en GNOME. Fue lanzado inicialmente el 24 de marzo de 2015. El lema de la aplicación es "Un herrero para aplicaciones basadas en GNOME".

## Características
- Dado que GNOME Builder ha estado dirigiéndose específicamente a los desarrolladores de "GNOME App" desde su comienzo,[3] están disponibles el acceso integrado a GNOME Devhelp, la capacidad de añadir DBus y GSettings a aplicaciones, integración a git, y la capacidad de depurar y perfilar tu aplicación con Perfkit y Nemiver.

- Hay soporte para desarrollar aplicaciones Flatpak.

- GNOME Builder ofrece resaltado de sintaxis para muchos lenguajes de programación a través de GtkSourceView.

- También está disponible la compleción automática de código, para los lenguajes de programación de la familia C (C, C++, etc.) y Python, con otros lenguajes desarrollándose.

- Hay soporte para plugins y estos pueden ser escritos en Python y  Vala.

- GNOME Builder ofrece soporte básico para muchos lenguajes de programación, y ofrecerá características adicionales para lenguajes que estén soportados por GObject Introspection.

Christian Hergert creó un demo en YouTube de una versión a punto de ser lanzada de GNOME Builder. Serán integradas más características cuando GTK+ Scene Graph Kit se haya fusionado con GTK+. sysprof fue bifurcado y su número de versión saltó de 1.2.0 to 3.20.[7] Este programa podría ser integrado más adelante a GNOME Builder.

## Interfaz de usuario
La mayor parte de la interfaz está dedicada al editor de código que está colocado en la parte central. El editor reconoce de modo automático la mayor parte de lenguajes de programación por lo que va resaltando el texto de acuerdo a cada lenguaje. Cuando se usa un sistema de control de versiones, los cambios se indican usando barras coloreadas junto a los números de líneas. Para los lenguajes de programación a los que se les da soporte, se utilizan símbolos adicionales para resaltar las líneas que contienen errores de sintaxis o código mal formateado.
GNOME Builder puede cambiar entre la configuración de teclado propia, la de Vim, y la de Emacs.
Se pueden añadir paneles adicionales alrededor del editor de código; estos paneles incluyen un árbol del proyecto, una ventana con la terminal y un navegador de ayuda. El árbol del proyecto ayuda al usuario a realizar operaciones con los archivos y con los ficheros. 

## Desarrollo
El desarrollo del GNOME Builder, se realizó a través de financiación colectiva en enero de 2015. La campaña recolectó, un 169% de la financiación propuesta originalmente. (55360 USD)

## Versión
- 3.16.0: Lanzamiento inicial el 24 de marzo de 2015.[1]
- 3.16.1: La versión 3.16.1 fue lanzada el 13 de abril de 2015, e incluyó mejoras a la interfaz de usuario, al manejo de ficheros y al resaltado de sintaxis.[5]
- 3.16.2: La versión 3.16.2 fue lanzada el 16 de abril de 2015 e incluyó el arreglo de algunos fallos y algunas mejoras a la gestión del proyecto.[6]
- 3.16.3: La versión 3.16.3 fue lanzada el 18 de mayo de 2015. Esta actualización incluyó un mapa para la supervisión del código y actualización de los diálogos de preferencias.[7]
- 3.18.0: La versión 3.18.0 fue lanzada el 23 de septiembre de 2015, (junto al resto de GNOME 3.18).[8]
- 3.18.1: La versión 3.18.1 fue lanzada el 15 de octubre de 2015 e incluyó mejoras al completamiento del código y la detección de errores en Vala. El plugin Jedi para el autocompletamiento de código en Python, también fue mejorado.[9]
- 3.20: La versión 3.20 fue lanzada el 23 de marzo de 2016.[10]
- 3.20.4: La versión 3.20.4 fue lanzada el 6 de mayo de 2016.[11]